# 哈吉语
哈吉语是一种使用于苏门答腊岛的马来语群语言，其三分之一的词汇来自楠榜语。哈吉语主要通行於印度尼西亞南奥甘科梅林乌鲁县境內的12個村莊和南楠榜縣境內的一些地方。